# Belegiš
Belegiš je selo u Srijemu u Vojvodini.

## Hrvati u Belegišu
Belegiš danas (po stanju od 15. prosinca 2002.) daje 1 elektora u Hrvatsko nacionalno vijeće Republike Srbije.

## Stanovništvo
U naselju Belegiš prema popisu stanovništva iz 2002. godine živi živi 3.116 stanovnika, od toga 2.521 punoljetni stanovnik, prosječna starost stanovništva iznosi 40,4 godina (39,2 kod muškaraca i 41,7 kod žena). U naselju ima 1.106 domaćinstava, a prosječan broj članova po domaćinstvu je 3,07.
Prema popisu iz 1991. godine u naselju je živjelo 2.605 stanovnika.
| Etnički sastav 2002. |            |        |
| Narod                | Stanovnika | %      |
| Srbi                 | 2.910      | 93,38% |
| Romi                 | 100        | 3,20%  |
| Slovaci              | 14         | 0,44%  |
| Hrvati               | 10         | 0,32%  |
| Makedonci            | 8          | 0,25%  |
| Mađari               | 7          | 0,22%  |
| Crnogorci            | 7          | 0,22%  |
| Jugoslaveni          | 3          | 0,09%  |
| ostali               | 3          | 0,09%  |
| nepoznato            | 54         | 1,73%  |

| broj stanovnika | 2366  | 2505  | 2633  | 2440  | 2430  | 2605  | 3116  |
|                 | 1948. | 1953. | 1961. | 1971. | 1981. | 1991. | 2001. |

## Vanjske poveznice
- Karte, udaljenosti, vremenska prognoza
- Satelitska snimka naselja